# ویلهلم کارل ریتر فون هایدینگر
 ویلهلم کارل ریتر فون هایدینگر (آلمانی: Wilhelm Karl Ritter von Haidinger؛ زاده ۵ فوریهٔ ۱۷۹۵ درگذشته ۱۹ مارس ۱۸۷۱) یک فیزیک‌دا و زمین‌شناس اهل اتریش بود.